# Sabecoides
Sabecoides är ett släkte av insekter. Sabecoides ingår i familjen vedstritar.
Kladogram enligt Catalogue of Life:
| Sabecoides | \| \| Sabecoides bomilcar \| \| \| \| \| \| Sabecoides caca \| \| \| \| |
|            | \| \| Sabecoides bomilcar \| \| \| \| \| \| Sabecoides caca \| \| \| \| |
|            | Sabecoides bomilcar                                                     |
|            |                                                                         |
|            | Sabecoides caca                                                         |
|            |                                                                         |